# 大津市立仰木の里小学校
大津市立仰木の里小学校（おおつしりつ おおぎのさとしょうがっこう）は、滋賀県大津市仰木の里四丁目にある公立小学校。

## 沿革
- 1990年（平成2年）4月1日 - 大津市立仰木小学校から分離して開校。

## 通学区域
- 仰木の里一丁目、仰木の里二丁目、仰木の里三丁目、仰木の里四丁目、仰木の里五丁目、仰木の里六丁目、仰木の里七丁目[1]。

※卒業後は基本的に大津市立仰木中学校に進学する。